# Маріо Мілано (військовик)
Маріо Мілано (італ. Mario Milano, 17 липня 1907 року, Термолі, Кампобассо — 9 листопада 1941 року, Середземне море) — італійський морський офіцер.

## Біографія
Маріо Мілано народився 17 липня 1907 року у Термолі, провінція Кампобассо. У жовтні 1923 року вступив у Військово-морську академію в Ліворно, яку закінчив у 1928 році в званні гардемарина. Проходив службу на есмінцях «Калатафімі» і «Монцамбано». З листопада 1930 по липень 1931 року проходив перепідготовку у військово-морській академії.
У 1933 році отримав звання лейтенанта, у 1938 році ніс службу на підводному човні. У 1940 році отримав звання капітана III рангу.
З початком Другої світової війни командував есмінцем «Гранатьєре», здійснивши численні місії по супроводу конвоїв.
У жовтні 1940 року був призначений командиром есмінця «Фульміне».
9 листопада 1941 року есмінець «Фульміне» був у складі конвою «Дуїсбург».
Вночі 9 листопада конвой був атакований британським З'єднанням K у складі крейсерів «Аврора», «Пінелопі» та есмінців «Ланс» і «Лайвлі». Перші постріли прозвучали о 00:57. За 5 хвилин «Пінелопі» і «Лайвлі» зосередили свій вогонь на «Фульміне». Протягом короткого періоду часу корабель отримав багато влучань в мостик та нижче ватерлінії і втратив хід. О 01:15 він перевернувся та затонув у точці з координатами 37°00′ пн. ш. 18°10′ сх. д. / 37.000° пн. ш. 18.167° сх. д..
Під час бою Маріо Мілано втратив руку, але продовжував командувати і загинув разом з кораблем.  
За свою мужність він був посмертно нагороджений Золотою медаллю «За військову доблесть»

## Нагороди
- Золота медаль «За військову доблесть»

## Вшанування
На честь Маріо Мілано планувалось назвати один з есмінців типу «Команданті Медальє д'Оро», але будівництво не було завершене.